# Вилхелм фон Боде
Вилхелм фон Боде (на немски: Wilhelm von Bode) (10 декември 1845 г., Калфиорде – 1 март 1929 г., Берлин) е известен немски историк на изкуството, музеен деятел и една от централните фигури на германската култура в края на 19-и/началото на 20 век. Основател е на Музея Кайзер Фридрих (днес Музей Боде) на Музейния остров в Берлин, управлява Кралските художествени колекции в Берлин като техен генерален директор, автор е на фундаменталните трудове по история на немската, холандската и италианската живопис и скулптура. Оказва съществено влияние върху развитието на музейното дело в Германия, наричан е „музеен кондотиер“ и „Бисмарк на берлинските музеи“. От 1889 до 1914 г. ръководи възстановяването на унищожените във френско-пруската война художествени колекции на град Страсбург. През 1914 г. е удостоен с благородническа титла.

## Биография

### Семейство
Рожденото име на Вилхелм фон Боде е Артур Вилхелм Боде (Arnold Wilhelm Bode). Роден е в семейството на Рихтер Вилхелм Боде (Richter Wilhelm Bode) и Емили Боде (Emilie Bode), в моминство Римпау, сестра на земеделския политик Вилхелм Римпау (Wilhelm Rimpau). Първия си брак сключва през 1882 г. с Мари Римпау (Marie Rimpau). Тя е дъщеря на Вилхелм Римпау и Софи Боде (Sophie Bode) и е братовчедка на съпруга си по двете – бащина и майчина – линии. Втори път Боде се жени през 1894 г. за Анна фон Гмелин (Anna von Gmelin), дъщеря на юрист и сенатски председател Вилхелм фон Гмелин (Wilhelm von Gmelin) и неговата съпруга Агате Брунс (Agathe Bruns). Боде има общо три дъщери, най-голямата от които, Мари Боде, се омъжва през 1915 г. за Виктор Брунс (Viktor Bruns).

### Образование
От 1863 г., след завършването на гимназията в Брауншвайг, учи юриспруденция в Гьотингенския и Берлинския университет. Завършва следването си през 1867 г. Още през студентски години проявява интерес към историята на изкуството. По време на своята юридическа практика в Брауншвайг занимава се със систематизирането на херцогските художествени колекции. По това време пътува много из Холандия, Белгия, Италия, където разглежда музеи и се запознава с частни колекции. Започва работа като одитор, но излиза в оставка и се отдава на изучаването на историята на изкуствата и археологията в Берлин и Виена. Официално остава „херцогски одитор в оставка“ до края на живота си. През 1870 г. получава в Лайпциг докторска степен с дисертация на тема „Франс Халс и неговата школа“.

### Професионална дейност
През 1872 г. постъпва на работа в Кралските музеи на Берлин като асистент в скулптурния отдел, през 1883 г. става негов директор. През 1889 г. му се поверяват новите попълнения на художествените колекции в Страсбург, управлява тях до започването на Първата световна война. През този период създава в Страсбург основните фондове на колекциите на няколко музея: Музей за изобразителното изкуство (Musée des Beaux-Arts de Strasbourg), Кабинет на графиката (Cabinet des estampes et des dessins de Strasbourg), Музе на декоративното изкуство (Musée des Arts décoratifs de Strasbourg), Музей на Парижката Света Богородица (Musée de l’Œuvre Notre-Dame), Музей на съвременното изкуство (Musée d’Art Moderne et Contemporain de Strasbourg). От 1890 г. ръководи също Берлинската картинна галерия, през 1905 г. става генерален директор на Кралските музеи в Берлин. Благодарение на своята висока компетентност в областта на изкуството, отличните отношенията с художници и колекционери, а също и с кралското семейство успява още в самото начало на дейността си да закупува впечатляващи експонати, въпреки скромните средства, с които разполага.
Започва музейната си дейност, когато Берлин, имащ амбицията да се превърне в новата столица на изкуствата, изостава в това отношение спрямо Мюнхен и Дрезден и е значително под нивото на Париж с неговия Лувър. Боде създава, първоначално поради хроническия недостиг на пари за изкуство в пруската хазна, една мрежа от колекционери и меценати и я поддържа в течение на целия си живот. Започвайки с около 50 частни колекционери от Берлин – Джеймс Симон, Адолф Тием, Луи Фредерик Жак Равене (Louis Fréderic Jacques Ravené), Оскар Хайнауер (Oscar Hainauer), Оскар Хулдшински (Oscar Huldschinsky), Едуард Георг Симон (Eduard Georg Simon), Ойген Гутман (Eugen Gutmann), Паул Давидзон (Paul Davidsohn), Август фон дер Хейдт (August von der Heydt), Жак Мюсам (Jacques Mühsam), Маркус Капел (Marcus Kappel), Леополд Копел (Leopold Koppel), Едуард Арнхолд (Eduard Arnhold), Карл фон Холичер (Carl von Hollitscher) – Боде търси още такива, които живеят според мотото на неговия ученик Макс Дж. Фридлендер (Max J. Friedländer): „Притежаването на изкуство е почти единственият приличен и разрешен от добрия вкус начин да се представи богатството." Образец за отношенията с тях са тези с Джеймс Симон, вероятно най-важния частен колекционер за Боде, с когото заедно организират Германско източно общество (Deutsche Orient-Gesellschaft). Джеймс Симон се съгласява и следва съвета на Боде така да събира своята колекция, че ако по-късно експонатите бъдат дарени, те по смислен начин да допълват фондовете на държавните музеи.
През 1883 г. организира в Пруската академия на изкуствата изложба на триста произведения от сбирките на петдесет берлински колекционери. Каталога за експонатите написва сам. Работата на Боде води до активизиране на берлинския културен живот. Търговията с антиките процъфтява, в периодичните издания създават се културни редакции, берлинските издатели събират предмети на изкуството. През 1887 г. Боде основава „Берлинското общество за история на изкуствата“. Подкрепят го директорът на Гравюрния кабинет, Фридрих Липман (Friedrich Lippmann), и библиотекарят на кайзер Вилхелм I и директорът на художествените колекции на пруското кралско семейство, Робърт Доме (Robert Dohme).
Има добри отношения с кайзера Вилхелм II, чието покровителство му помага да отразява интригите срещу себе си. Поддържа действията на кайзера при започването на Първата световна война и подписва заедно с другите интелектуалци откритото писмо в неговата подкрепа, известно като Манифест на 93-мата. Чрез умела дипломация по време на своите посещения на кафе при кайзера насърчава го да подкрепя меценатството и успява да включи много нови членове в своята „Асоциация на приятелите на музея на кайзер Фридрих“. Асоциацията се превръща в образец за много подобни организации на другите музеи. Успява да изгради систематизирана и структурирана колекция от скулптури, фокусирана около произведенията от италианския Ренесанс, както и да разшири картинната галерия с работите на италиански, испански, френски, английски и немски майстори, сред които са големите творби на Рембранд, Рубенс и Дюрер.
Участва в създаването и разширяването на музейните отдели, консултира частните колекционери и регионалните музеи. Като генерален директор възлага създаването на няколко колекции, някои от които по-късно се обединяват и се настаняват в музея Пергамон. Организира построяването на музеен център в района Далем за колекциите на днешните Етнографски музей и Музей за азиатското изкуство. Разработва своя образователна концепция и я прилага при подреждането на Музея Кайзер Фридрих. Според нея различните видове изкуство не се разделят – историята на изкуството се представя чрез обединяване в изложбеното помещение на картините, скулптурите и оригиналните архитектурни фрагменти, създадени през дадена епоха.
Работата на Боде превръща берлинските музеи в един от най-значимите музейни комплекси в света. Приносът на Боде в науката и музейното дело получава висока оценка на неговите съвременници – от 1891 г. той е член-кореспондент на Баварската академия на науките, а през 1925 г. е избран за почетен член на Пруската академия на науките.
Умира на 1 март 1929 г. в Берлин, погребан е на гробището Луизенфридхоф в Берлин.

## Публикации
- Frans Hals und seine Schule. Ein Beitrag zu einer kritischen Behandlung der holländischen Malerei. Leipzig 1871 (Digitalisat).
- Geschichte der deutschen Plastik. 1887 (Nachdruck Salzwasser-Verlag, Paderborg 2012, ISBN 978-3-86444-206-3).
- L’oeuvre complet de Rembrandt. Reproduction par l’héliogravure de tous les tableaux du maître, accompagnée de leur histoire, de leur description et d’une étude biographique et critique. Avec le concours de Cornelis Hofstede de Groot. Traduite par Auguste Marguillier. 8 Bände, Charles Sedelmeyer, Paris 1897 – 1905.[9]
- Vorderasiatische Knüpfteppiche aus älterer Zeit. Leipzig 1901, 2. Auflage mit Ernst Kühnel 1914, 3. Auflage Leipzig 1922.
- Kunst und Kunstgewerbe am Ende des neunzehnten Jahrhunderts. Berlin 1901.
- Florentiner Bildhauer der Renaissance, 1902, 4. Auflage 1921.
- Rembrandt und seine Zeitgenossen: Charakterbilder der grossen Meister der holländischen und vlämischen Malerschule im siebzehnten Jahrhundert. 2., verm. Aufl. Leipzig 1907.
- (Hrsg.) Frans Hals. Sein Leben und seine Werke. Text von M. J. Binder. 2 Bände, Berlin 1914[10]
- Die Werke der Familie della Robbia. Berlin 1914.
- Die Meister der holländischen und flämischen Malerschulen. 1917, 9. Auflage 1958.
- Sandro Botticelli. Berlin 1922.
- Die italienischen Bronzestatuetten der Renaissance. Kleine, neu bearb. Ausg. Berlin 1922.
- Die italienische Plastik. 6. Aufl. Berlin. 1922.
- Fünfzig Jahre Museumsarbeit. Velhagen & Klasing, Bielefeld/Leipzig 1922.
- Der Bildhauer Joseph Thorak. J. J. Otten, Berlin-Frohnau 1929
- Mein Leben. 2 Bände. Berlin 1930.